# 하라 케이이치
하라 케이이치(原恵一, 1959년 7월 24일 ~ )는 일본의 애니메이션 감독이다.

## 출연 작품
- 버스데이 원더랜드 (2019)
- 백일홍 : 미스 호쿠사이 (2014)
- 시작의 길 (2013)
- 컬러풀 (2010)
- 갓파 쿠와 여름방학을 (2007)
- 영화 크레용 신짱: 폭풍을 부르는 앗파레! 전국대합전 (2002)
- 영화 크레용 신짱: 폭풍을 부르는 모레츠! 오토나 제국의 역습 (2001)
- 영화 크레용 신짱: 폭풍을 부르는 정글 (2000)
- 영화 크레용 신짱: 전격! 부타노히즈메 대작전 (1998)
- 영화 크레용 신짱: 암흑 타마타마 대추적 (1997)
- 영화 크레용 신짱: 부리부리 왕국의 숨겨진 보물 (1994)
- 짱구는 못말려 (1992)
- 에스퍼 마미: 별하늘의 댄싱 돌 (1988)
- 에스퍼 마미 (1987)